# П'ятьма
П'ятьма — річка в Україні, у Новгород-Сіверському районі Чернігівської області. Права притока Рогізної (басейн Дніпра).

## Опис
Довжина річки 14 км., похил річки — 3,4 м/км. Площа басейну 54,0 км².

## Розташування
Бере початок на південно-східній околиці Миколаївського. Тече переважно на північний схід через Кам'янську Слободу, Камінь і впадає у річку Рогізну, праву притоку Десни.
Річку перетинає автомобільна дорога Н27